# جیم بویس
جیم بویس (به انگلیسی: Jim Boyce؛ زادهٔ ۲۱ مارس ۱۹۴۴ در ایرلند شمالی) هم‌اکنون معاون رئیس فیفا، سپ بلاتر است. او در ژوئن ۲۰۱۱ پس از خروج جک وارنر به این سمت برگزیده‌شد.